# Емальований посуд

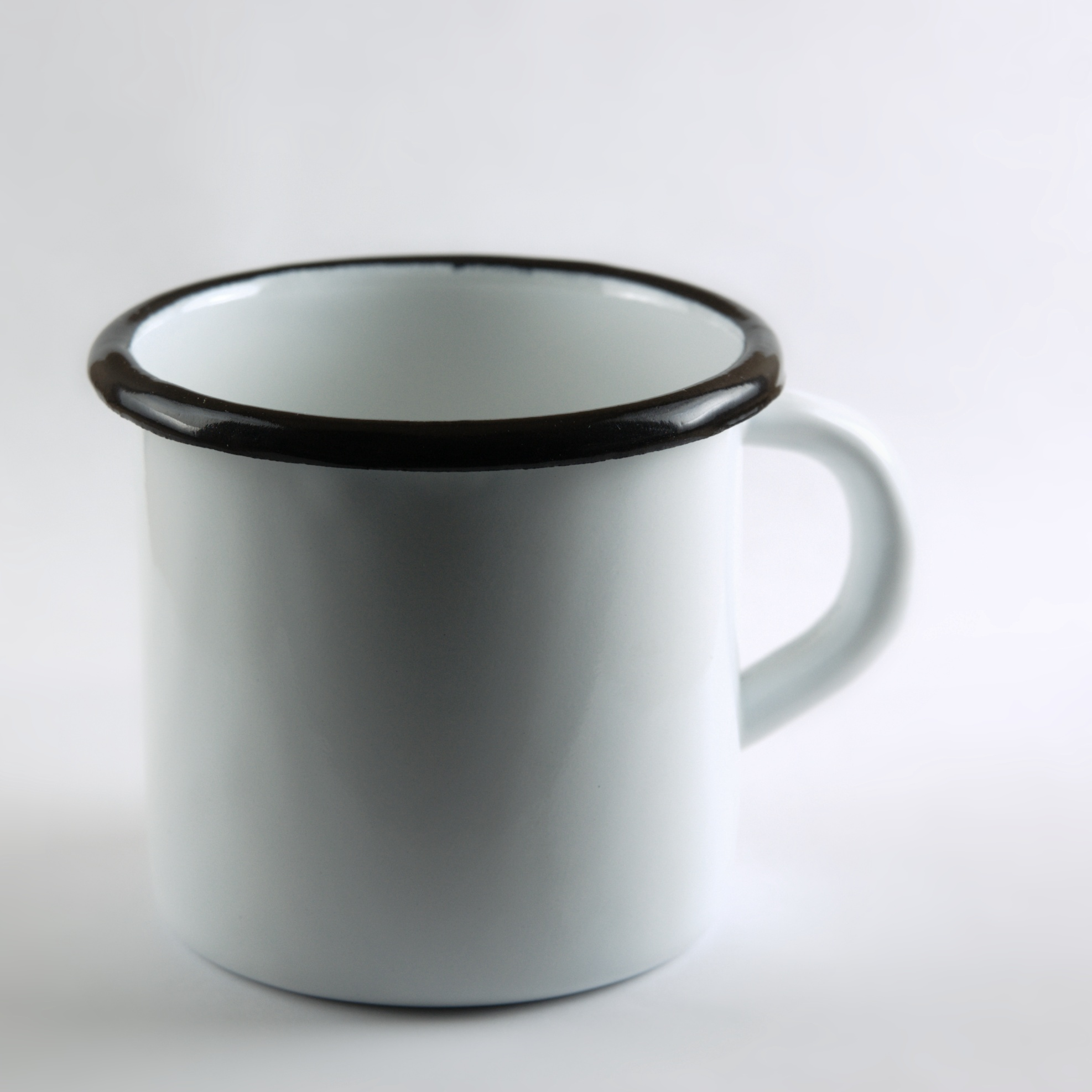
Емальована кружка

Емальований посуд — металевий посуд з емальованим покриттям.
Емалеве покриття є склокерамікою з додаванням екологічно безпечних фарбу, яке наносять на сталеву основу і обпалюють в спеціальних печах за температури 800—850 °C.

## Основні етапи виробництва
Технічні вимоги до матеріалів, характеристики посуду, правила приймання, методи контролю тощо розроблені та представлені в ДСТУ 3276-95 «Посуд сталевий емальований».

## Безпека
Емалеве покриття стійке до стирання, іржі, воно не вступає у взаємодію з їжею, надійно захищаючи її. Як наслідок в емальованому посуді можна не лише готувати, а й зберігати їжу.
Емаль, як правило, може безпечно піддаватися високій температурі та добре реагувати на різкі зміни температури 95-150 °С без пошкоджень.
Недоліком такого посуду є його крихкість, але за дбайливої експлуатації цей недолік не проявляється.